# L'impegno superato
L'impegno superato és una òpera en dos actes composta per Domenico Cimarosa sobre un llibret italià de Giuseppe Maria Diodati. S'estrenà al Teatro del Fondo de Nàpols el 21 de novembre de 1795.